# Ryōji Fukui
Ryōji Fukui (japanisch 福井 諒司 Fukui Ryōji; * 7. August 1987 in der Präfektur Hyōgo) ist ein ehemaliger üjapanischer Fußballspieler.

## Karriere
Fukui erlernte das Fußballspielen in der Universitätsmannschaft der Fukuoka-Universität. Seinen ersten Vertrag unterschrieb er 2010 bei Tokyo Verdy. Der Verein spielte in der zweithöchsten Liga des Landes, der J2 League. 2011 spielte er auf Leihbasis beim Ligakonkurrenten Giravanz Kitakyushu. Für den Verein absolvierte er 33 Ligaspiele. 2012 wechselte er zum Erstligisten Kashiwa Reysol. Für den Verein absolvierte er drei Erstligaspiele. 2013 wechselte er zum Zweitligisten Tokyo Verdy. Für den Verein absolvierte er 48 Ligaspiele. 2016 wechselte er zum Ligakonkurrenten Renofa Yamaguchi FC. Im Juli 2016 wurde er  zum Ligakonkurrenten Mito HollyHock ausgeliehen. Nach der Leihe wurde er von Mito fest verpflichtet. Für den Verein absolvierte er insgesamt 78 Ligaspiele. 2019 nahm ihn Ligakonkurrenten FC Ryūkyū unter Vertrag. Für den Verein aus der Präfektur Okinawa absolvierte er 66 Zweitligaspiele.
Am 1. Februar 2022 beendete Fukui seine Karriere als Fußballspieler.

## Erfolge
Kashiwa Reysol
- Kaiserpokal: 2012